# ایمن تومی
ایمن تومی (انگلیسی: Aymen Toumi؛ زادهٔ ۱۱ ژوئیهٔ ۱۹۹۰) بازیکن هندبال اهل تونس است.
از باشگاه‌هایی که در آن بازی کرده‌است می‌توان به اشاره کرد.